# Alpenhauptkamm

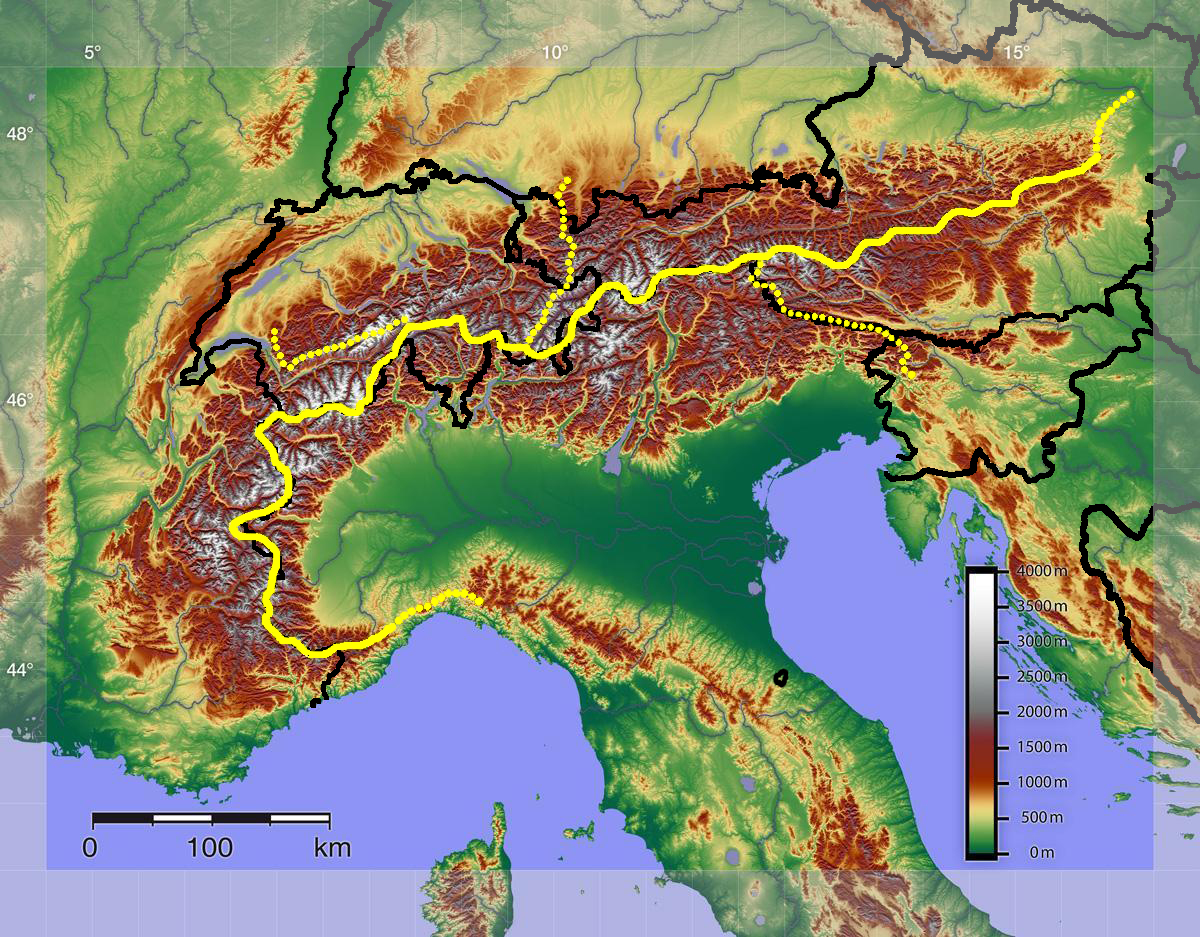
Hauptkamm und weitere wichtige Wasserscheiden in den Alpen samt Staatsgrenzen.

Alpenhauptkamm bezeichnet eine gedachte Linie entlang eines Gipfelkamms der Alpen, die von West nach Ost verläuft und die zentralen Gipfel der Alpen verbindet. Je nach wissenschaftlicher Betrachtungsweise gibt es zum Teil geringe Abweichungen voneinander, besonders im Osten. Zwischen dem Ligurischen Meer und dem Wiener Becken hat der Alpenhauptkamm eine Länge von etwa 1600 km und ist damit eine der wichtigsten geomorphologischen Großstrukturen Zentraleuropas.

## Grundlagen
Geologen beurteilen den Alpenhauptkamm nach dem Gestein und setzen in den Ostalpen den Bestand aus Zentralalpen voraus. Sie urteilen somit nach der alpidischen Orogenese, der Entstehung der Alpen, während Hydrologen das Gestein vernachlässigen und Wasserscheiden in den Mittelpunkt rücken. Geographen trennen durch den Alpenhauptkamm mediterrane und mitteleuropäische Kulturräume, Meteorologen hingegen vernachlässigen sowohl die Gesteinsart als auch Wasserscheiden und orientieren sich bei der Definition des Alpenhauptkammes an der Wetterrelevanz, welche nördlichem oder südlichem Einfluss überwiegend unterliegt und somit meist von der Höhe der Bergketten entschieden wird.
Die Ostalpen (bei Dreiteilung) entwässern an Nord- wie Südabdachung weitgehend über die Donau zum Schwarzen Meer, nur die Südabdachung der Südlichen Kalkalpen zur Adria. Die Westalpen (Dreiteilung) entwässern gänzlich zum Mittelmeer, hier bildet der Alpenhauptkamm die Wasserscheide zwischen westlichem Mittelmeer (Rhone zum Golfe du Lion und zum Ligurischen Meer) und dem östlichen (Po zur Adria). Nur in den Zentralalpen, dem Mittelabschnitt, stellt er die Europäische Hauptwasserscheide zwischen Mittelmeer und Atlantik dar (ausgenommen Val Cadlimo südlich, zum Rhein).
Mit dem Engadin (über den Inn zur Donau) teilt der Alpenhauptkamm die charakteristische mittlere Südverwerfung mit den ganzen Alpen, in den Westalpen wechselt er durch eingreifende Großtäler mehrmals von der französischen Westabdachung in die Flanke zum italienischen Piemont (Wallis/Rhône, Aostatal/Po, die Isèretäler Tarentaise und Maurienne zur Rhône, die Doratäler zum Po und Durancetal zur Rhône) und läuft dann ostwärts in die Zentralwasserscheide des Apennin. In den Ostalpen folgt er streng der dort vorherrschenden West–Ost-streifenden Zugrichtung, verläuft aber über fast 200 Kilometer nur mehr in Bergland von Mittelgebirgscharakter.

## Verlauf

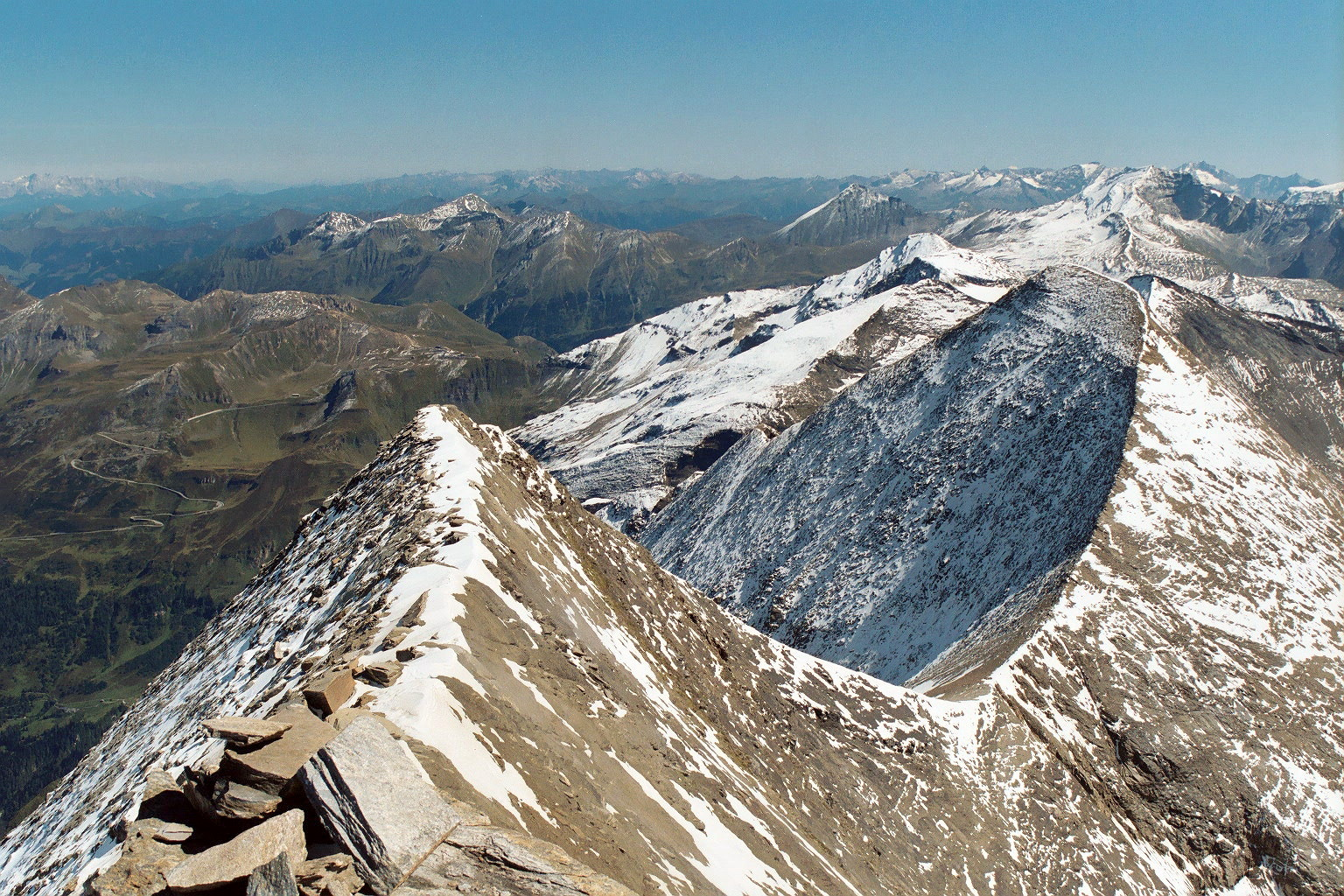
Der Alpenhauptkamm in den Hohen Tauern, im Bereich des Fuscherkarkopfes

Besonders im Schweizerischen und Westösterreichischen Mittelabschnitt umfasst der Alpenhauptkamm einige der prominentesten Berge und Pässe der Alpen, insbesondere den höchsten Berg Europas, Frankreichs und Italiens, den Mont Blanc, und den höchsten Berg der Schweiz, die Dufourspitze.
Vom Colle di Cadibona über Ligurische Alpen und Meeralpen kommend – der französisch-italienischen Grenze folgend über Cottische Alpen und Grajische Alpen zum Mont Blanc – Grosser St. Bernhard – Matterhorn – vom Monte Rosa
zum Simplonpass – weiter über Nufenenpass zum Gotthard – Rheinwaldhorn – Splügenpass – Malojapass – Piz Bernina – Ofenpass – Reschenpass – der tirolerisch-südtirolerischen Grenze folgend über die Ötztaler Alpen (Weißkugel) und das Timmelsjoch in die Stubaier Alpen – Brennerpass – Zillertaler Alpen bis zur Dreiherrnspitze – in die Hohen Tauern (salzburgisch-osttirolerischer und  -kärntnerischer Grenzverlauf mit Abweichungen) – Niedere Tauern – Schoberpass – Eisenerzer Hauptkamm – Präbichl – Hochschwab – Seeberg – Hohe Veitsch – Niederalpl – Lahnsattel – Göller – Kalte Kuchl – Unterberg – Gerichtsberg – Schöpfl – Hermannskogel – Kahlenberg.
Am Leopoldsberg endet der Alpenhauptkamm, überspringt an der Wiener Pforte die Donau zum Bisamberg, und leitet über die Klippenzone (Waschbergzone) zu den Karpaten. Diese Führung innerhalb der alpidischen Gesamtmasse ist die Motivation, den Alpenhauptkamm im nördlichen Ast des aufgefächerten Alpenostrandes zu suchen. Der südliche Ast trennt sich schon an der Dreiherrnspitze, also schon nach etwa zwei Drittel der Gesamtstrecke des Alpenbogens, und bildet dann die Hauptwasserscheide Mittelmeer–Schwarzes Meer.